# Cetoscarus bicolor
Cetoscarus bicolor es una especie de peces de la familia Scaridae en el orden de los Perciformes.

## Morfología
Los machos pueden llegar alcanzar los 90 cm de longitud total.

## Distribución geográfica
Se encuentra desde el Mar Rojo hasta las Tuamotu, las Islas Izu y el sur de la Gran Barrera de Coral.